# Tháp Haberdashery

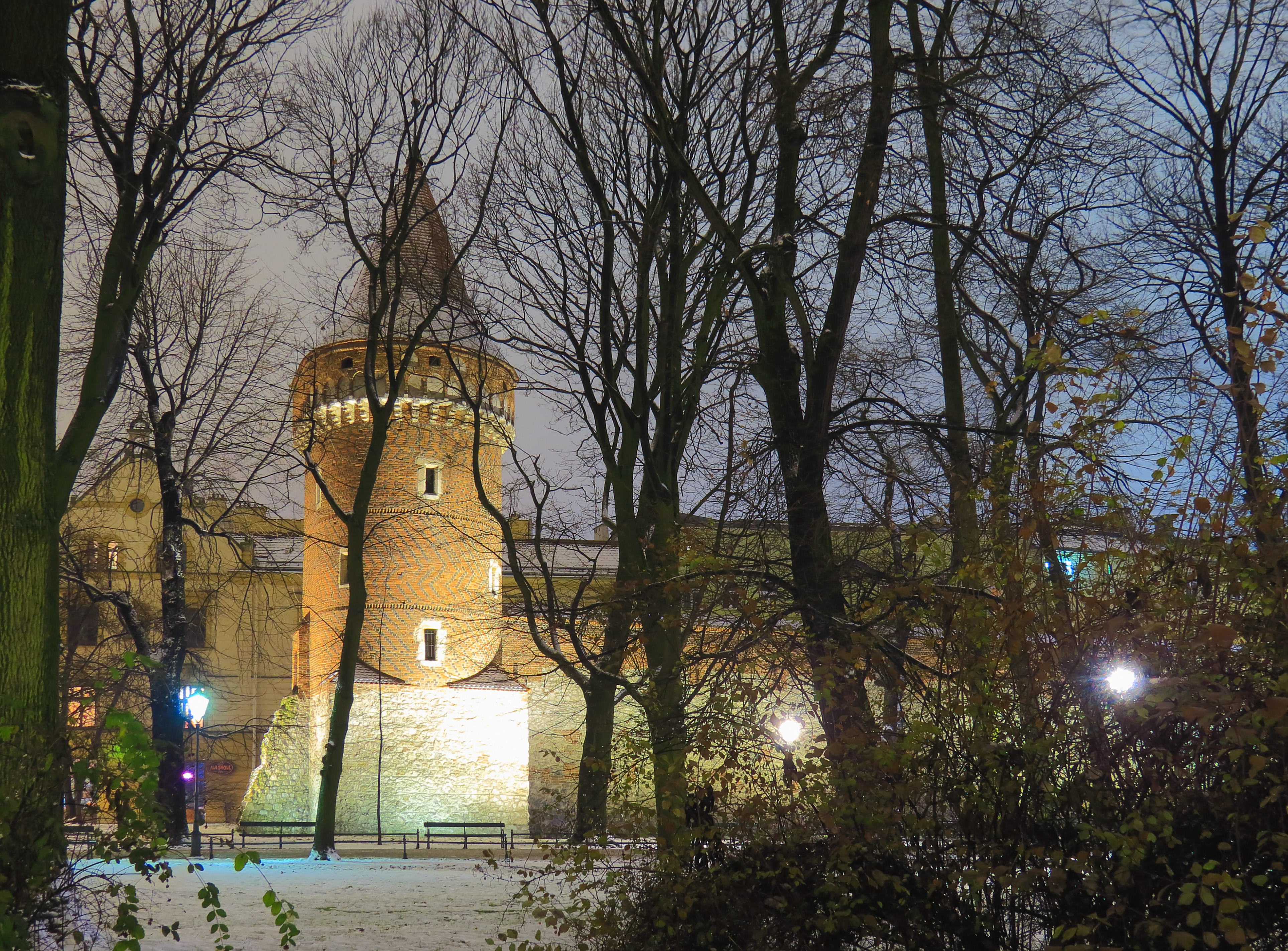
Tháp Haberdashery

Tháp Haberdashery (Tiếng Ba Lan: Baszta Pasamoników) hay được biết đến với tên là tháp Pasamoników, là một trong ba tháp còn được lưu giữ cho đến ngày nay trong hệ thống bức tường phòng thủ của Krakow.

## Lịch sử
Tòa tháp Haberdashery được xây dựng vào thế kỷ 15. Nhiệm vụ chính của nó là bảo vệ Cổng Florian từ phía đông. Khi bắt đầu tồn tại, tòa tháp được bảo vệ bởi những người thợ đóng giày. Vào đầu thế kỷ 19, Tháp Haberdashery, cùng với phần còn lại của các bức tường thành phố Krakow, đã được lên kế hoạch phá hủy. Tuy nhiên, nó đã gặp phải sự phản đối của công chúng, trong đó có Giáo sư Feliks Radwański. Và sau thời gian đấu tranh cho sự tồn tại của tòa tháp, ngày 13 tháng 1 năm 1817, GS Radwański đã giành chiến thắng tại Thượng viện Cộng hòa Krakow về việc quyết định để lại một mảnh của bức tường phòng thủ thời trung cổ cho đời sau, cùng với Tháp Haberdashery. Năm 2003, tòa tháp đã trải qua một cuộc cải tạo kỹ lưỡng, các bức tường của nó đã được làm sạch, mái nhà được thay thế và phần bên trong của tòa tháp đã được cải tạo. Kể từ năm 2007, tòa tháp nằm trên Tuyến du lịch Tường phòng thủ ở phố cổ Krakow.

## Mô tả
Tháp Haberdashery là một tòa tháp hình bán nguyệt được làm bằng gạch theo phong cách kiến trúc Gothic trên nền một hình vuông. Tháp có 3 tầng, tầng trệt có một phòng vé vào các bức tường phòng thủ, ở tầng một có các triển lãm định kỳ, và trên tầng hai có một phòng chiếu phim, chiếu những bộ phim liên quan đến Krakow và những bức tường phòng thủ trong hệ thống của các bức tường. Tầng thứ ba không mở cửa cho khách du lịch. Phần trên của nó được bao phủ bằng một đường diềm, trên đó có một mái nhà với hình dạng không đều giống như hình nón, được làm bằng gạch đỏ. Tòa tháp nằm ở ngã tư đường Pijarska và Szpitalna.